# Giuseppe Di Grande
Giuseppe Di Grande (Siracusa, 7 de septiembre de 1973) es un ciclista italiano, que fue profesional entre 1996 y 2007.
En su palmarés destaca una victoria de etapa en el Giro de Italia de 1997 y otra en el Tour de Romandía.
En una operación policial el 2001, cuando disputaba lo Giro de Italia, fue uno de los ciclistas arrestados por posesión de productos dopants. Fue suspendido por seis meses y sancionado con una multa de 12.000 euros.

## Palmarés
1995
- Girobio, más 1 etapa

1997
- 1 etapa del Giro de Italia
- 1 etapa del Tour de Romandía
- 2 etapas de la Semana Lombarda

## Resultados en Grandes Vueltas
| Carrera         | 1996 | 1997 | 1998 | 1999 | 2000 | 2001 | 2002 | 2003 | 2004 |
| --------------- | ---- | ---- | ---- | ---- | ---- | ---- | ---- | ---- | ---- |
| Giro de Italia  | 26º  | 7º   | -    | 17º  | -    | Ab.  | -    | -    | 20º  |
| Tour de Francia | -    | -    | 9º   | -    | -    | -    | -    | -    | -    |
| Vuelta a España | -    |      | -    | -    | Ab.  | -    | Ab.  | -    | -    |